# Perizoma versatilis
Perizoma versatilis là một loài bướm đêm trong họ Geometridae.